# Вінтербах (Баден-Вюртемберг)
Вінтербах (нім. Winterbach) — громада в Німеччині, знаходиться в землі Баден-Вюртемберг. Підпорядковується адміністративному округу Штутгарт. Входить до складу району Ремс-Мур.
Площа — 17,10 км2. Населення становить 7589 ос. (станом на 31 грудня 2020).